# Androcymbium greuterocymbium
Androcymbium greuterocymbium är en tidlöseväxtart som beskrevs av U.Müll.-doblies, Raus och D.Müll.-doblies. Androcymbium greuterocymbium ingår i släktet Androcymbium och familjen tidlöseväxter. Inga underarter finns listade i Catalogue of Life.